# Fußball-Weltmeisterschaft der Frauen 2023/Gruppe B
| Pl. | Land       | Sp. | S | U | N | Tore    | Diff. | Punkte |
| --- | ---------- | --- | - | - | - | ------- | ----- | ------ |
| 1.  | Australien | 3   | 2 | 0 | 1 | 007:300 | +4    | 06     |
| 2.  | Nigeria    | 3   | 1 | 2 | 0 | 003:200 | +1    | 05     |
| 3.  | Kanada     | 3   | 1 | 1 | 1 | 002:500 | −3    | 04     |
| 4.  | Irland     | 3   | 0 | 1 | 2 | 001:300 | −2    | 01     |

Gruppe B der Fußball-Weltmeisterschaft der Frauen 2023:

## Australien – Irland 1:0 (0:0)

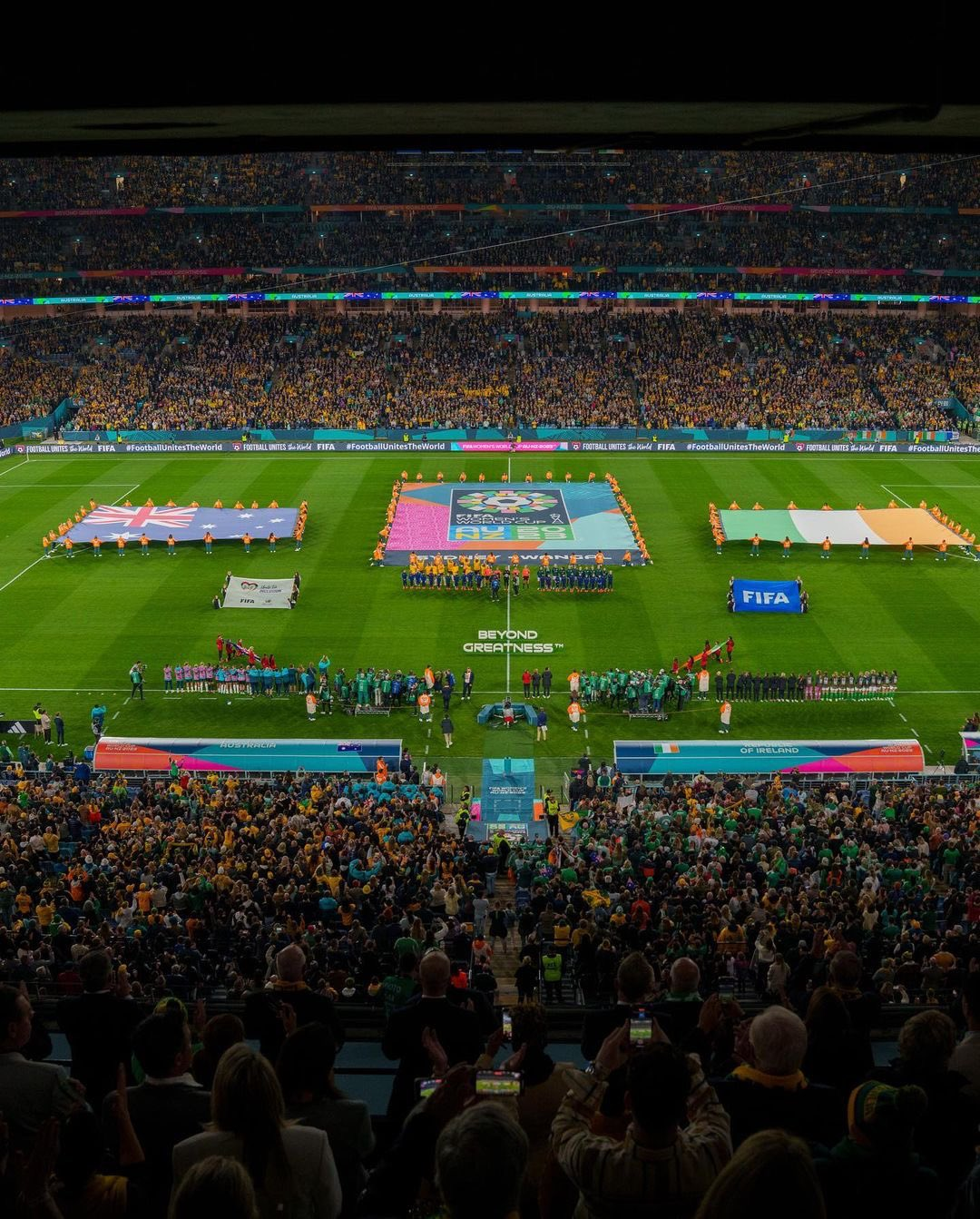
Eröffnungsspiel Australien – Irland

| Australien                                                           | Australien | Irland | Irland |
| -------------------------------------------------------------------- | --- | --- | ------ |
| Australien                                                           | \| 1. Spieltag \| \| 20. Juli um 20:00 Uhr (12:00 Uhr MESZ) in Sydney (Stadium Australia) \| \| Zuschauer: 75.784 \| \| Schiedsrichterin: Edina Alves Batista ( Brasilien) 1 \| \| Spielbericht \|                                                                   | \| 1. Spieltag \| \| 20. Juli um 20:00 Uhr (12:00 Uhr MESZ) in Sydney (Stadium Australia) \| \| Zuschauer: 75.784 \| \| Schiedsrichterin: Edina Alves Batista ( Brasilien) 1 \| \| Spielbericht \|                                                                                | Irland |
| Australien                                                           | Mackenzie Arnold – Ellie Carpenter, Clare Hunt, Alanna Kennedy, Stephanie Catley – Hayley Raso, Katrina Gorry, Kyra Cooney-Cross, Cortnee Vine (75. Emily van Egmond) – Caitlin Foord, Mary Fowler (84. Clare Polkinghorne) Cheftrainer: Tony Gustavsson ( Schweden) | Courtney Brosnan – Niamh Fahey, Louise Quinn, Megan Connolly – Heather Payne, Denise O’Sullivan, Ruesha Littlejohn, Katie McCabe – Sinead Farrelly (63. Abbie Larkin), Kyra Carusa (87. Isibeal Atkinson), Marissa Sheva (63. Lucy Quinn) Cheftrainerin: Vera Pauw ( Niederlande) | Irland |
| Australien                                                           | 1:0 Catley (52., Foulelfmeter) | | Irland |
| Australien                                                           | O’Sullivan (42.) | | Irland |
| Australien                                                           | Spieler des Spiels: Stephanie Catley (Australien) | | Irland |
| 1. Spieltag                                                          | | |        |
| 20. Juli um 20:00 Uhr (12:00 Uhr MESZ) in Sydney (Stadium Australia) | | |        |
| Zuschauer: 75.784                                                    | | |        |
| Schiedsrichterin: Edina Alves Batista ( Brasilien) 1                 | | |        |
| Spielbericht                                                         | | |        |

## Nigeria – Kanada 0:0
| Nigeria                                                                             | Nigeria | Kanada | Kanada |
| ----------------------------------------------------------------------------------- | --- | --- | ------ |
| Nigeria                                                                             | \| 1. Spieltag \| \| 21. Juli um 12:30 Uhr (04:30 Uhr MESZ) in Melbourne (Melbourne Rectangular Stadium) \| \| Zuschauer: 21.410 \| \| Schiedsrichterin: Lina Lehtovaara ( Finnland) 2 \| \| Spielbericht \| | \| 1. Spieltag \| \| 21. Juli um 12:30 Uhr (04:30 Uhr MESZ) in Melbourne (Melbourne Rectangular Stadium) \| \| Zuschauer: 21.410 \| \| Schiedsrichterin: Lina Lehtovaara ( Finnland) 2 \| \| Spielbericht \| | Kanada |
| Nigeria                                                                             | Chiamaka Nnadozie – Michelle Alozie, Osinachi Ohale, Oluwatosin Demehin, Ashleigh Plumptre – Christy Ucheibe, Deborah Abiodun, Francisca Ordega (73. Uchenna Kanu), Toni Payne, Ifeoma Onumonu (85. Esther Okoronkwo) – Asisat Oshoala (90.+1' Jennifer Echegini) Cheftrainer: Randy Waldrum ( Vereinigte Staaten) | Kailen Sheridan – Jayde Riviere (71. Allysha Chapman), Kadeisha Buchanan, Vanessa Gilles, Ashley Lawrence – Quinn, Julia Grosso (82. Nichelle Prince), Deanne Rose (46. Cloé Lacasse), Christine Sinclair (71. Sophie Schmidt), Adriana Leon (64. Évelyne Viens) – Jordyn Huitema Cheftrainerin: Bev Priestman ( England) | Kanada |
| Nigeria                                                                             | Demehin (54.) | Lawrence (74.), Viens (90.+9') | Kanada |
| Nigeria                                                                             | Abiodun (90.+8') | | Kanada |
| Nigeria                                                                             | Nnadozie hält Foulelfmeter von Sinclair (50.) | | Kanada |
| Nigeria                                                                             | Spieler des Spiels: Chiamaka Nnadozie (Nigeria) | | Kanada |
| 1. Spieltag                                                                         | | |        |
| 21. Juli um 12:30 Uhr (04:30 Uhr MESZ) in Melbourne (Melbourne Rectangular Stadium) | | |        |
| Zuschauer: 21.410                                                                   | | |        |
| Schiedsrichterin: Lina Lehtovaara ( Finnland) 2                                     | | |        |
| Spielbericht                                                                        | | |        |

## Kanada – Irland 2:1 (1:1)
| Kanada                                                       | Kanada | Irland | Irland |
| ------------------------------------------------------------ | --- | --- | ------ |
| Kanada                                                       | \| 2. Spieltag \| \| 26. Juli um 20:00 Uhr (14:00 Uhr MESZ) in Perth (Perth Oval) \| \| Zuschauer: 17.065 \| \| Schiedsrichterin: Laura Fortunato ( Argentinien) 3 \| \| Spielbericht \| | \| 2. Spieltag \| \| 26. Juli um 20:00 Uhr (14:00 Uhr MESZ) in Perth (Perth Oval) \| \| Zuschauer: 17.065 \| \| Schiedsrichterin: Laura Fortunato ( Argentinien) 3 \| \| Spielbericht \| | Irland |
| Kanada                                                       | Kailen Sheridan – Jayde Riviere (90.+4' Allysha Chapman), Kadeisha Buchanan (46. Shelina Zadorsky), Vanessa Gilles, Ashley Lawrence – Quinn, Julia Grosso (46. Sophie Schmidt), Adriana Leon (59. Cloé Lacasse), Jessie Fleming , Jordyn Huitema – Évelyne Viens (46. Christine Sinclair) Cheftrainerin: Bev Priestman ( England) | Courtney Brosnan – Niamh Fahey, Louise Quinn, Megan Connolly – Áine O’Gorman (59. Marissa Sheva), Denise O’Sullivan, Ruesha Littlejohn (65. Lily Agg), Katie McCabe – Lucy Quinn (46. Abbie Larkin), Kyra Carusa (65. Amber Barrett), Sinead Farrelly (65. Isibeal Atkinson) Cheftrainerin: Vera Pauw ( Niederlande) | Irland |
| Kanada                                                       | 1:1 Connolly (45.+5', Eigentor) 2:1 Leon (53.) | 0:1 McCabe (4.) | Irland |
| Kanada                                                       | Buchanan (36.), Gilles (61.) | McCabe (90.+8') | Irland |
| Kanada                                                       | Spieler des Spiels: Katie McCabe (Irland) | | Irland |
| 2. Spieltag                                                  | | |        |
| 26. Juli um 20:00 Uhr (14:00 Uhr MESZ) in Perth (Perth Oval) | | |        |
| Zuschauer: 17.065                                            | | |        |
| Schiedsrichterin: Laura Fortunato ( Argentinien) 3           | | |        |
| Spielbericht                                                 | | |        |

## Australien – Nigeria 2:3 (1:1)
| Australien                                                     | Australien | Nigeria | Nigeria |
| -------------------------------------------------------------- | --- | --- | ------- |
| Australien                                                     | \| 2. Spieltag \| \| 27. Juli um 20:00 Uhr (12:00 Uhr MESZ) in Brisbane (Lang Park) \| \| Zuschauer: 49.156 \| \| Schiedsrichterin: Esther Staubli ( Schweiz) 4 \| \| Spielbericht \|                                                                                 | \| 2. Spieltag \| \| 27. Juli um 20:00 Uhr (12:00 Uhr MESZ) in Brisbane (Lang Park) \| \| Zuschauer: 49.156 \| \| Schiedsrichterin: Esther Staubli ( Schweiz) 4 \| \| Spielbericht \| | Nigeria |
| Australien                                                     | Mackenzie Arnold – Ellie Carpenter, Clare Hunt, Alanna Kennedy, Stephanie Catley – Emily van Egmond, Katrina Gorry, Kyra Cooney-Cross – Hayley Raso (85. Alex Chidiac), Caitlin Foord, Cortnee Vine (82. Clare Polkinghorne) Cheftrainer: Tony Gustavsson ( Schweden) | Chiamaka Nnadozie – Michelle Alozie, Osinachi Ohale, Oluwatosin Demehin, Ashleigh Plumptre (76. Glory Ogbonna) – Halimatu Ayinde (76. Jennifer Echegini), Toni Payne (90. Onome Ebi), Christy Ucheibe – Rasheedat Ajibade, Ifeoma Onumonu (63. Esther Okoronkwo), Uchenna Kanu (63. Asisat Oshoala) Cheftrainer: Randy Waldrum ( Vereinigte Staaten) | Nigeria |
| Australien                                                     | 1:0 van Egmond (45.+1') 2:3 Kennedy (90.+10') | 1:1 Kanu (45.+6') 1:2 Ohale (65.) 1:3 Oshoala (72.) | Nigeria |
| Australien                                                     | Foord (45.+3') | Alozie (21.), Oshoala (73.) | Nigeria |
| Australien                                                     | Spieler des Spiels: Osinachi Ohale (Nigeria) | | Nigeria |
| 2. Spieltag                                                    | | |         |
| 27. Juli um 20:00 Uhr (12:00 Uhr MESZ) in Brisbane (Lang Park) | | |         |
| Zuschauer: 49.156                                              | | |         |
| Schiedsrichterin: Esther Staubli ( Schweiz) 4                  | | |         |
| Spielbericht                                                   | | |         |

## Kanada – Australien 0:4 (0:2)
| Kanada                                                                              | Kanada | Australien | Australien |
| ----------------------------------------------------------------------------------- | --- | --- | ---------- |
| Kanada                                                                              | \| 3. Spieltag \| \| 31. Juli um 20:00 Uhr (12:00 Uhr MESZ) in Melbourne (Melbourne Rectangular Stadium) \| \| Zuschauer: 27.706 \| \| Schiedsrichter: Stéphanie Frappart ( Frankreich) 5 \| \| Spielbericht \| | \| 3. Spieltag \| \| 31. Juli um 20:00 Uhr (12:00 Uhr MESZ) in Melbourne (Melbourne Rectangular Stadium) \| \| Zuschauer: 27.706 \| \| Schiedsrichter: Stéphanie Frappart ( Frankreich) 5 \| \| Spielbericht \|                                                                               | Australien |
| Kanada                                                                              | Kailen Sheridan – Jayde Riviere (46. Allysha Chapman), Kadeisha Buchanan, Vanessa Gilles, Ashley Lawrence – Quinn (78. Olivia Smith), Julia Grosso (46. Sophie Schmidt), Adriana Leon (64. Évelyne Viens), Jessie Fleming, Jordyn Huitema (46. Deanne Rose) – Christine Sinclair (46. Cloé Lacasse) Cheftrainerin: Bev Priestman ( England) | Mackenzie Arnold – Ellie Carpenter, Clare Hunt, Alanna Kennedy, Stephanie Catley – Hayley Raso (75. Cortnee Vine), Katrina Gorry (90.+6' Charlotte Grant), Kyra Cooney-Cross, Caitlin Foord – Mary Fowler, Emily van Egmond (84. Clare Polkinghorne) Cheftrainer: Tony Gustavsson ( Schweden) | Australien |
| Kanada                                                                              | 0:1 Raso (9.) 0:2 Raso (39.) 0:3 Fowler (58.) 0:4 Catley (90.+4', Foufelfmeter) | | Australien |
| Kanada                                                                              | Gustavsson (45.+5'), van Egmond (68.), Arnold (81.) | | Australien |
| Kanada                                                                              | Foufelfmeter nach Videobeweis (90.+2') | | Australien |
| Kanada                                                                              | Spieler des Spiels: Hayley Raso (Australien) | | Australien |
| 3. Spieltag                                                                         | | |            |
| 31. Juli um 20:00 Uhr (12:00 Uhr MESZ) in Melbourne (Melbourne Rectangular Stadium) | | |            |
| Zuschauer: 27.706                                                                   | | |            |
| Schiedsrichter: Stéphanie Frappart ( Frankreich) 5                                  | | |            |
| Spielbericht                                                                        | | |            |

## Irland – Nigeria 0:0
| Irland                                                         | Irland | Nigeria | Nigeria |
| -------------------------------------------------------------- | --- | --- | ------- |
| Irland                                                         | \| 3. Spieltag \| \| 31. Juli um 20:00 Uhr (12:00 Uhr MESZ) in Brisbane (Lang Park) \| \| Zuschauer: 24.884 \| \| Schiedsrichter: Katia García ( Mexiko) 6 \| \| Spielbericht \|                                                                                                 | \| 3. Spieltag \| \| 31. Juli um 20:00 Uhr (12:00 Uhr MESZ) in Brisbane (Lang Park) \| \| Zuschauer: 24.884 \| \| Schiedsrichter: Katia García ( Mexiko) 6 \| \| Spielbericht \| | Nigeria |
| Irland                                                         | Courtney Brosnan – Heather Payne (83. Marissa Sheva), Niamh Fahey (90.+5' Diane Caldwell), Louise Quinn, Megan Connolly, Katie McCabe – Denise O’Sullivan, Lily Agg (83. Abbie Larkin), Ruesha Littlejohn, Sinead Farrelly – Kyra Carusa Cheftrainerin: Vera Pauw ( Niederlande) | Chiamaka Nnadozie – Michelle Alozie, Osinachi Ohale, Oluwatosin Demehin (84. Onome Ebi), Ashleigh Plumptre – Christy Ucheibe, Halimatu Ayinde, Rasheedat Ajibade, Toni Payne, Uchenna Kanu (67. Gift Monday) – Asisat Oshoala (67. Ifeoma Onumonu) Cheftrainer: Randy Waldrum ( Vereinigte Staaten) | Nigeria |
| Irland                                                         | McCabe (68.) | | Nigeria |
| Irland                                                         | Spieler des Spiels: Courtney Brosnan (Irland) | | Nigeria |
| 3. Spieltag                                                    | | |         |
| 31. Juli um 20:00 Uhr (12:00 Uhr MESZ) in Brisbane (Lang Park) | | |         |
| Zuschauer: 24.884                                              | | |         |
| Schiedsrichter: Katia García ( Mexiko) 6                       | | |         |
| Spielbericht                                                   | | |         |